# Atletismo nos Jogos Olímpicos de Verão de 2008 - 10000 m masculino
A competição de 10000 metros masculino nos Jogos Olímpicos de Verão de 2008 aconteceu no dia 17 de Agosto no Estádio Nacional de Pequim.

## Medalhistas
| Ouro   | ETH Kenenisa Bekele |
| Prata  | ETH Sileshi Sihine  |
| Bronze | KEN Micah Kogo      |

## Recordes
Antes desta competição, os recordes mundiais e olímpicos da prova eram os seguintes:
| Tipo | Atleta          | Tempo    | Local    | Data                 |
| ---- | --------------- | -------- | -------- | -------------------- |
|      | Kenenisa Bekele | 26:17.53 | Bruxelas | 26 de agosto de 2005 |
|      | Kenenisa Bekele | 27:01.17 | Atenas   | 20 de agosto de 2004 |

Nenhum recorde foi quebrado.

## Resultado
| Pos               | Atleta/País                   | Marca    | Observação |
| ----------------- | ----------------------------- | -------- | ---------- |
| Medalha de ouro   | ETH Kenenisa Bekele           | 27:01.17 | (OR)       |
| Medalha de prata  | ETH Sileshi Sihine            | 27:02.77 |            |
| Medalha de bronze | KEN Micah Kogo                | 27:04.11 | (SB)       |
| 4                 | KEN Moses Ndiema Masai        | 27:04.11 | (SB)       |
| 5                 | ERI Zersenay Tadese           | 27:05.11 |            |
| 6                 | ETH Haile Gebrselassie        | 27:06.68 |            |
| 7                 | KEN Martin Irungu Mathathi    | 27:08.25 | (PB)       |
| 8                 | QAT Ahmad Hassan Abdullah     | 27:23.75 | (SB)       |
| 9                 | TAN Fabiano Joseph Naasi      | 27:25.33 |            |
| 10                | UGA Boniface Kiprop Toroitich | 27:27.28 |            |
| 11                | TUR Selim Bayrak              | 27:29.33 | (NR)       |
| 12                | ERI Kidane Tadasse            | 27:36.11 |            |
| 13                | USA Galen Rupp                | 27:36.99 | (SB)       |
| 14                | TAN Dickson Marwa Mkami       | 27:48.03 |            |
| 15                | USA Abdihakem Abdirahman      | 27:52.53 |            |
| 16                | MAR Abdellah Falil            | 27:53.14 |            |
| 17                | ESP Juan Carlos de la Ossa    | 27:54.20 |            |
| 18                | BRN Hasan Mahboob             | 27:55.14 |            |
| 19                | RWA Dieudonné Disi            | 27:56.74 |            |
| 20                | QAT Essa Ismail Rashed        | 27:58.67 |            |
| 21                | TAN Samwel Shauri             | 28:06.26 |            |
| 22                | QAT Felix Kikwai Kibore       | 28:11.92 |            |
| 23                | ESP Carles Castillejo         | 28:13.68 |            |
| 24                | ESP Ayad Lamdassem            | 28:13.73 |            |
| 25                | USA Jorge Torres              | 28:13.93 |            |
| 26                | IND Surendra Kumar Singh      | 28:13.97 |            |
| 27                | AUT Günther Weidlinger        | 28:14.38 |            |
| 28                | JPN Kensuke Takezawa          | 28:23.28 |            |
| 29                | MEX Juan Carlos Romero        | 28:26.57 |            |
| 30                | RUS Sergey Ivanov             | 28:34.72 |            |
| 31                | JPN Takayuki Matsumiya        | 28:39.77 |            |
| 32                | ERI Teklemariam Medhin        | 28:54.33 |            |
| 33                | CAN Eric Gillis               | 29:08.10 |            |
| 34                | POR Rui Pedro Silva           | 29:09.03 |            |
| 35                | MEX Alejandro Suárez          | 29:24.78 |            |
|                   | ZIM Cuthbert Nyasango         | DNF      |            |
|                   | MEX David Galván              | DNF      |            |
|                   | MAR Mohamed El Hachimi        | DNF      |            |
|                   | ALG Khoudir Aggoune           | DNS      |            |

Legenda
| Recorde mundial      | Recorde mundial (World record)               |                       | Recorde africano                      | Recorde africano (African) |                                           | Q | Classificado por posição (Qualified) |
| Recorde olímpico     | Recorde olímpico (Olympic record)            | Recorde da América    | Recorde da América (Americas)         | q                          | Classificado por melhor tempo (Qualified) |   |                                      |
| Melhor marca do ano  | Melhor marca do ano (World leading)          | Recorde asiático      | Recorde asiático (Asian)              | DNS                        | Não largou (Did not start)                |   |                                      |
| Recorde nacional     | Recorde nacional (National record)           | Recorde europeu       | Recorde europeu (European)            | DNF                        | Não terminou (Did not finish)             |   |                                      |
| Recorde pessoal      | Recorde pessoal do atleta (Personal best)    | Recorde da Oceania    | Recorde da Oceania (Oceania)          | DSQ / DQ                   | Desclassificado (Disqualified)            |   |                                      |
| Recorde da temporada | Recorde da temporada do atleta (Season best) | Recorde sul-americano | Recorde sul-americano (South America) | NM                         | Sem marca (No mark)                       |   |                                      |